# Collection Nelson
Pour les articles homonymes, voir Nelson.
Ne doit pas être confondu avec Librairie Nilsson.
La collection Nelson est une série d’ouvrages de littérature classique produite en français par la société d'édition britannique Thomas Nelson & Sons. C’est la version française d'une plus large collection appelée One Shilling Library lancée en 1908, sur le modèle économique de la Everyman's Library.
Créée à Paris en 1910, la collection Nelson propose des ouvrages reliés en format poche à des prix très bas et accueillit plusieurs centaines de volumes, jusqu'à la fin des années 1930, avant de ralentir son rythme de parution et de s'éteindre en 1964. Ces livres sont aujourd'hui recherchés par les amateurs de petite bibliophilie.

## Historique

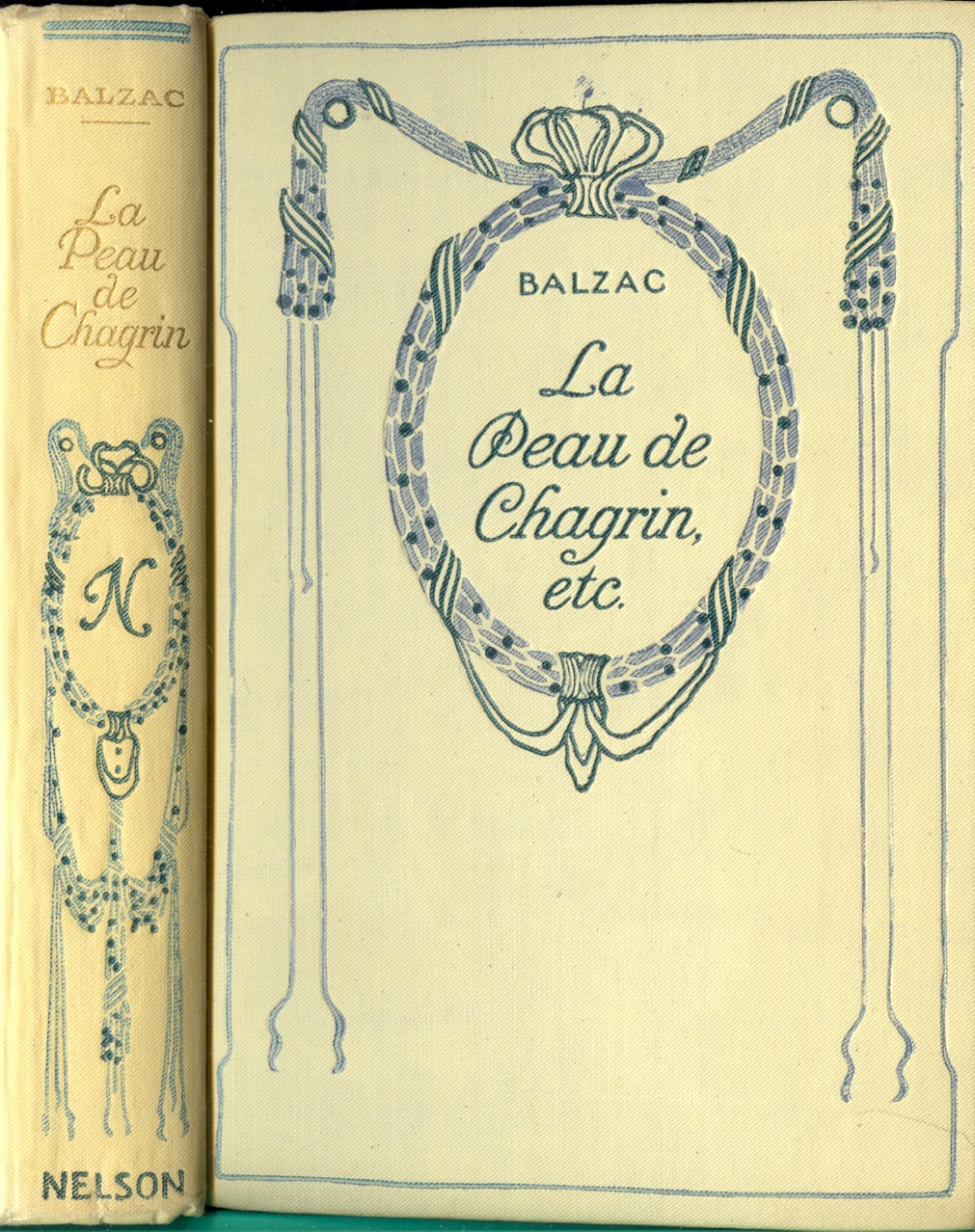
La Peau de chagrin, etc., premier volume de la collection Nelson (Paris, 1910).

La quadruple indication de lieu – Paris, Londres, Édimbourg et New York – est indissociable de l'histoire des éditions Thomas Nelson & Sons.

### Les éditions Nelson
En 1798, un Écossais du nom de Thomas Nelson fonde à Édimbourg une librairie destinée à la vente de livres religieux d'occasion. La firme se tourne bientôt vers la réimpression d'ouvrages puritains, puis vers la publication d'inédits à mesure que son catalogue se diversifie. Dans les années 1880, lorsque la société publie les premières œuvres d'un autre Écossais, Arthur Conan Doyle, les textes religieux ne représentent plus que 6 % de la production totale.
En revanche, la filiale américaine, fondée en 1854 à New York par Thomas Nelson II, continue à publier la Bible et différents textes chrétiens. Elle devient dès les années 1870 l'un des plus grands éditeurs new-yorkais.

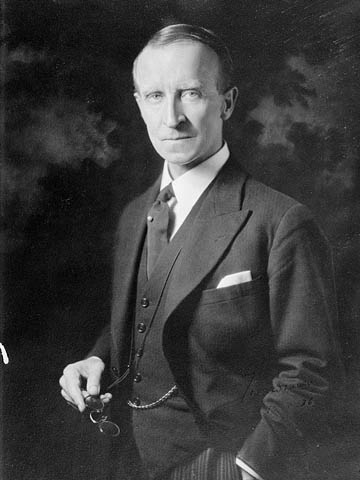
L'écrivain écossais John Buchan, un collaborateur actif.

Poursuivant dans la voie de la littérature populaire et éducative, la maison mère continue à se développer en Grande-Bretagne ; par exemple, l'écrivain écossais John Buchan, embauché par son ami Thomas Nelson III, l'un des héritiers du groupe (avec son frère Ian Nelson), travaille dans les services de la filiale de Londres avant la Première Guerre mondiale. Nelson devient un puissant groupe éditorial dès la fin du XIXe siècle. La collection New Century Library est lancée en 1899, suivie en 1908 par la One Shilling Library, une collection de livres format in-16, reliés entoilés bleu. En 1909, Nelson inaugure une filiale à Paris, où sont édités (mais non pas imprimés) l'ensemble des publications destinées au marché francophone, via la collection Nelson, ainsi que des ouvrages en langue anglaise.

### La collection Nelson
En avril 1910 (la décision est prise en 1909), la société Thomas Nelson and Sons, à l'initiative de son coprésident Thomas Arthur Nelson (en) (Thomas Nelson III, 1877-1917), ouvre une succursale à Paris, dirigée par James Hutton, qui signe un accord avec l'éditeur français Bernard Grasset, lequel est chargé de la distribution des livres. Le siège social se situe au 61, rue des Saints-Pères (adresse des éditions Grasset) pendant la première année. Elle fait appel à la publicité de façon massive et produit par exemple un film documentaire montrant l'ouverture des bureaux parisiens.
Après la rupture de la convention avec Bernard Grasset, le 27 mai 1911, les éditions Nelson s'installent au 189, rue Saint-Jacques. La parution des volumes de la collection reprend fin 1911 ou début 1912 (la série Nelson en langue anglaise « Charles Dickens Centenary », publiée en 1912, porte encore l'adresse de la rue des Saints-Pères) en même temps que celle de la série de 51 volumes consacrée à l'édition complète des œuvres de Victor Hugo. En 1925, l'éditeur emménage au n° 25 de la rue Denfert-Rochereau.
Les ouvrages portent une date sur la page de titre à partir de 1925. Certains volumes indiquent une coédition avec la double mention « Nelson Éditeurs, 189, rue Saint-Jacques, Paris » et « Calmann-Lévy Éditeurs, 3, rue Auber, Paris ». La collaboration éditoriale entre Nelson et Calmann-Lévy (essentiellement entre 1911 et 1927) se concrétise par l'édition, en mai 1912, du numéro 36 de la collection : les Souvenirs d'enfance et de jeunesse d'Ernest Renan. Les éditions Thomas Nelson & Sons (la maison mère) sont déjà en relation avec Calmann-Lévy depuis au moins dix ans, puisqu'elles ont édité l'œuvre d'Alexandre Dumas, qui faisait partie du fonds Calmann-Lévy, dans leur collection britannique New Century Library. Les coéditions cessent quand Calmann-Lévy passe un accord, le 21 janvier 1938, avec la Librairie générale française, filiale de Hachette. De cet accord naît en mars 1938 la collection Pourpre, qui vient concurrencer la collection Nelson.
Par un arrêté du 8 juin 1946, la rue Denfert-Rochereau est rebaptisée rue Henri-Barbusse, ce qui a pour conséquence de modifier la page de titre des volumes de la collection, mais avec un certain retard, après 1947. Enfin, un dernier déménagement voit l'installation de l'éditeur au 97 de la rue Monge en 1958.
La Société française des éditions Nelson cesse ses activités le 31 décembre 1964.

## Présentation

### Format et reliure
Les ouvrages de la Collection Nelson sont tous de même format, 11,5 cm sur 16,3 cm, et font tous appel à différents papiers caractérisés par leur faible main, et faisant penser au papier bible (appelé india paper, « papier des Indes »).
Les premiers volumes sont cartonnés sous percaline, édités à l'adresse de la rue des Saints-Pères, en 1910 et 1911, présentent des motifs décoratifs de couleur bleue et des titres dorés sur fond de toile ivoire. C'est en 1912 que ces motifs changent de couleur pour devenir mauves. Les lettres dorées disparaissent en 1918 au profit de lettres vertes. Cette présentation la plus connue perdure jusqu'en 1938. L'ornement principal est un cadre en forme de médaillon, vert et mauve, accompagné d'une guirlande néoclassique. Le nom de l'auteur et le titre figurent à l'intérieur de ce médaillon. Sur le dos du livre, en dessous de l'auteur et du titre, le même médaillon occupe la place centrale et contient la lettre majuscule N en cursive stylisée, signe distinctif de la collection.
À partir du n° 426 de la collection, le médaillon disparaît au profit d'un semis de couleur verte sur le même fond jaune-ivoire pendant que l'auteur et le titre s'inscrivent dans un cartouche rectangulaire.
Parallèlement, l'éditeur publie les titres de sa collection au même format et avec la même typographie dans des ré-habillages et reliures variés : cuir vert souple (1910-1914), Art-déco (1926-1937), ou en « Rexine bleue avec jaquette type Rhodoïd » (procédé appelé « Transmatic Book Jacket » en 1929), et ses évolutions, brochés, pour la série « Chefs-d'œuvre classiques et modernes ». Ces ré-habillages sont destinés à capter des publics soucieux de s'acheter des livres au format dit « demi-luxe ».
Dans la collection dédiée à Victor Hugo, publiée de 1911 à 1913, les cartonnages sont ornés sur le dos par le nom de l'auteur en doré, accompagné d'un feuillu en dessous et au-dessus du nom de l'auteur et du titre. Le bas du dos comporte un médaillon avec un N à l'intérieur en cursive stylisée. Le devant du livre est titré en vert dans un cadre rectangle à l'horizontale avec un feuillu dessus et dessous, tandis que la couverture complète est encadrée autour en vert et inclut des symboles incrustés ressemblant à une vieille harpe partout sur la couverture en vert. Dans le livre de Victor Hugo n°15 de la série (Les Feuilles d'automne, Les Chants du crépuscule), les Nelson font mention d'un 16e et 17e livre sur la liste des livres en circulation. Il est ici mentionné que deux volumes sont mis sur le marché le 1er mercredi de chaque mois.

### Jaquette et illustrations

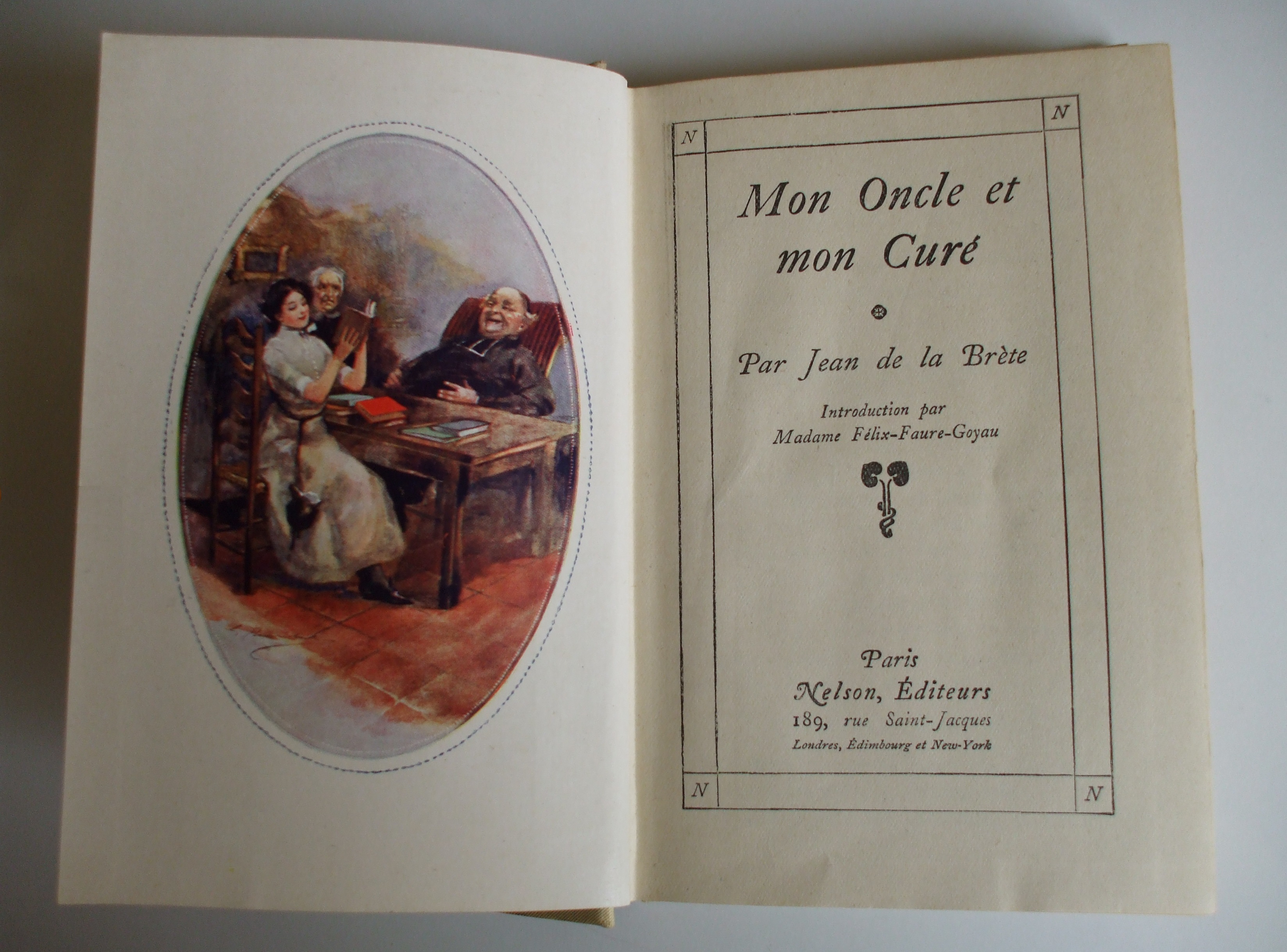
Frontispice et page de titre de Mon oncle et mon curé, par Jean de La Brète, collection Nelson.

Dans tous les cas, le volume est protégé par une jaquette de papier imprimée au recto par une illustration pleine page en couleur indiquant le prix de vente, par exemple « 1 franc 25 » de 1910 à 1917. Les rabats de la jaquette offrent une liste des « déjà parus » et annoncent les prochaines publications.
Tous les ouvrages comportent, jusqu'en 1916 un frontispice, le plus souvent en couleur. Les premiers volumes édités offrent souvent des illustrations noir et blanc en hors-texte. Ils sont imprimés sur des papiers d'épaisseur variable qui vont de fin, proche du papier bible, à plus épais, ce qui leur permet de varier de 250 à 550 pages avec une largeur de dos constante : les ouvrages présentent ainsi en rayon une belle homogénéité. L'impression est assurée par l'« imprimerie Nelson, Édimbourg, Écosse » et l'achevé mentionne : « Printed in Great Britain ».
Parmi les illustrateurs connus, on compte Salomon van Abbé.

### Rythme de parution
Il est précisé à la fin des ouvrages que les livres de la « Collection Nelson, chefs-d'œuvre de la littérature, format commode, impression en caractères très lisibles sur papier de luxe, illustrations hors texte, reliure aussi solide qu'élégante », paraissent au rythme de « deux volumes par mois ». Cette périodicité ne sera pas longtemps respectée, d'abord à cause de la Grande guerre (en 1916, 16 ouvrages publiés ; en 1918, 4 ouvrages) mais aussi pour d'autres raisons. Ainsi, il paraît en 1923, 19 volumes, en 1924, 9 volumes et en 1935, 12 volumes. Pour des raisons complexes, dans les années 1919-1920, l'ordre des publications ne coïncide plus avec celui du numéro de série propre à la collection originelle.

### Cote actuelle des ouvrages
Aujourd'hui recherchés par les collectionneurs pour la qualité des textes – mais aussi du papier, de l'impression et de la reliure, ces livres sont accessibles à un prix d'autant plus raisonnable qu'ils ne sont pas rares. La plupart ne dépassent guère le prix d'un livre de poche neuf. Les tirages initiaux étaient en effet considérables, puisque les éditeurs s'adressaient d'emblée au grand public. De surcroît, le nombre de titres publiés – 451 – fait que de nombreux volumes circulent sur le marché, aussi bien dans les brocantes que sur Internet.
Si beaucoup d'entre eux ont perdu leur jaquette d'origine, la reliure dite « aussi solide qu'élégante » a su donner la preuve de sa robustesse.

## Extrait du catalogue
En dehors de textes à caractère historique ou religieux, la collection a édité principalement des romans et des récits aussi bien littéraires que populaires, francophones ou traduits en français. Certains ouvrages sont des recueils de « morceaux choisis » d'un auteur ou des anthologies par genre littéraire. Enfin, la « littérature pour la jeunesse » y occupe une place significative, parallèlement aux grands classiques français ou étrangers.

### Histoire, mémoires, religion

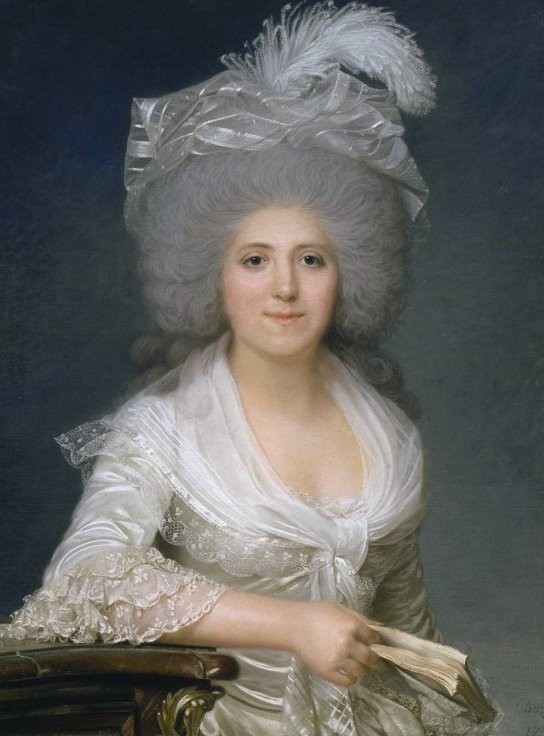
Mme Campan.

Une partie de la collection est consacrée à des mémoires et à des textes historiques ou religieux :
Mme Campan (Mémoires sur la vie de Marie-Antoinette, extraits), Philippe-Paul de Ségur (Mémoires d'un aide de camp de Napoléon), Mme d'Abrantès (Mémoires, extraits, 2 vol.), Jules Michelet (La Convention, Du 18 Brumaire à Waterloo), François-Auguste Mignet (La Révolution française, 2 vol.), Francisque Sarcey (Le Siège de Paris), Gabriel Hanotaux (La France en 1614), Émile Ollivier (L'Expédition du Mexique), Pierre de Nolhac (Marie-Antoinette Dauphine, La Reine Marie-Antoinette), Émile Souvestre (Le Foyer breton), saint François de Sales (Introduction à la vie dévote), Ernest Renan (Vie de Jésus).

### Textes classiques

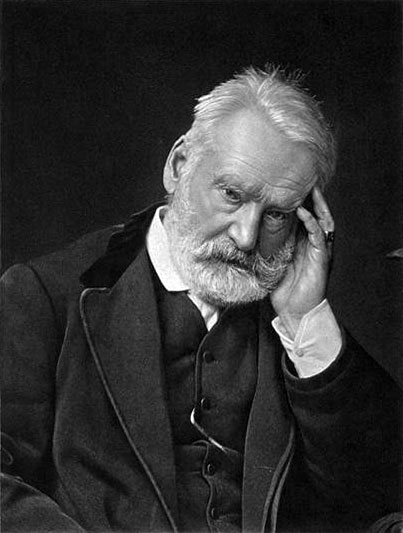
Victor Hugo.

Parmi les grands classiques de la littérature, les auteurs publiés se nomment Molière (Œuvres complètes, 6 vol., notices par Émile Faguet), Jean de La Bruyère (Les Caractères), Saint-Simon (La Cour de Louis XIV, morceaux choisis), Bernardin de Saint-Pierre (Paul et Virginie), Chateaubriand (Mémoires d'outre-tombe, morceaux choisis), Victor Hugo (Les Misérables, Les Châtiments, Les Contemplations, La Légende des siècles, Quatrevingt-treize), Balzac (Eugénie Grandet, La Peau de chagrin, Le Curé de Tours, Le Colonel Chabert, Les Chouans), George Sand (Mauprat, La Petite Fadette, La Mare au diable), Jules Sandeau (Mademoiselle de La Seiglière), Stendhal (La Chartreuse de Parme, Le Rouge et le Noir, 2 vol.), Flaubert (Trois contes, L'Éducation sentimentale), Eugène Fromentin (Dominique), Alfred de Vigny (Cinq-Mars, Servitude et grandeur militaires), Edgar Poe (Histoires extraordinaires, Nouvelles Histoires extraordinaires), Mérimée (Chronique du règne de Charles IX, Colomba, Carmen).

### Romans duXIXesiècle

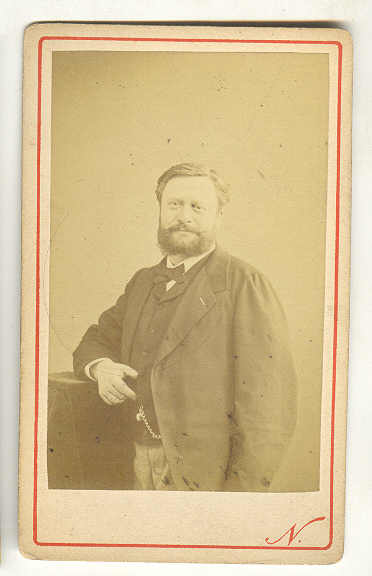
Edmond About par Nadar.

Les grands textes de fiction du XIXe siècle sont nombreux :
Théophile Gautier (Le Capitaine Fracasse, 2 vol., Le Roman de la momie), Edmond About (Les Mariages de Paris), Alphonse Daudet (Lettres de mon moulin, Contes du lundi), Dostoïevski (Une fâcheuse histoire), Tolstoï (Anna Karénine, 2 vol.), Tourgueniev (Fumée, Une nichée de gentilshommes), Anatole France (Jocaste, Le Chat maigre, Pierre Nozière), Victor Cherbuliez (L'Aventure de Ladislas Bolski), Claude Tillier (Mon oncle Benjamin), Ferdinand Fabre (Monsieur Jean), Alexandre Dumas fils (La Dame aux camélias), Eugène Le Roy (Jacquou le Croquant), Edmond de Goncourt (Les Frères Zemganno), Octave Feuillet (Le Roman d'un jeune homme pauvre), Jules Lemaître (Les Rois), Ludovic Halévy (Criquette), Henry Gréville (Sonia), Émile Gebhart (Autour d'une tiare), Louis Hémon (La Belle que voilà…), Émile Zola (Le Rêve), Mark Twain (Contes choisis), Péladan (Les Amants de Pise), Gyp (Bijou)…

### Début duXXesiècle

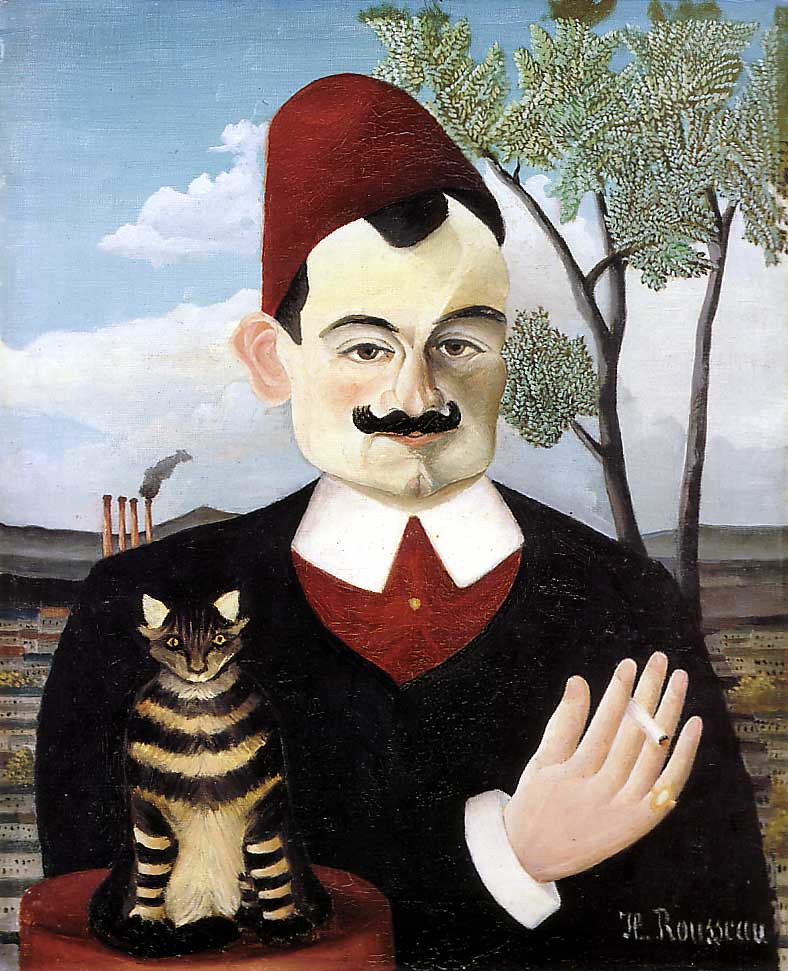
Pierre Loti par Henri Rousseau.

Des écrivains plus récents sont représentés :
Maurice Barrès (Colette Baudoche, Les Déracinés), J.-H. Rosny aîné (La Guerre du feu), Blasco Ibanez (Arènes sanglantes, La Horde), Maurice Maeterlinck (Morceaux choisis), Pierre Loti (Le Roman d'un enfant, Jérusalem, Vers Ispahan), Henri de Régnier (Les Vacances d'un jeune homme sage), René Bazin (La Barrière), Henry Bordeaux (Les Roquevillard, La Croisée des chemins), René Boylesve (L'Enfant à la balustrade), Paul Bourget (Le Disciple), Rudyard Kipling (Simples Contes des collines, Nouveaux Contes des collines), Norman Angell (La Grande Illusion), Martial-Piéchaud (La Dernière auberge), Grazia Deledda (Elias Portolu), Georges Duhamel (Confession de minuit), Léon Frapié (L'Écolière), Émile Guillaumin (La Vie d'un simple), Jean-Louis Vaudoyer (L'Amour masqué)…

### Romans d'aventures
La collection comprend des auteurs de littérature policière ou d'espionnage, tel John Buchan (Les 39 Marches, La Centrale d'énergie, Le Prêtre Jean).
Enfin, le catalogue accorde une grande importance à la littérature pour la jeunesse et au roman historique :
Alexandre Dumas avec plus de soixante livres, Daniel Defoe (Robinson Crusoé), Charles Dickens (Aventures de M. Pickwick, 3 vol.), Bulwer-Lytton (Les Derniers Jours de Pompéi), R. L. Stevenson (L'Île au trésor), Sienkiewicz (Quo vadis ?, version expurgée), la baronne Orczy (Le Mouron rouge), Walter Scott (Ivanhoé, Quentin Durward), Jack London (Croc-Blanc), James Oliver Curwood (Nomades du Nord), Gyp (Le Mariage de Chiffon, Petit Bob), André Lichtenberger (Gorri le Forban, La Petite Sœur de Trott)…

## Notoriété

### Les lecteurs de la Nelson
Durant plus d'un quart de siècle, cette collection qui s'adressait au grand public mais aussi, plus particulièrement, aux adolescents a été très populaire et nombreux sont les écrivains qui ont découvert la littérature et les romans d'aventures grâce à elle. Parmi les auteurs qui lui rendent hommage figure par exemple Albert Camus dans Le Premier Homme : 

« Jacques aurait pu distinguer les yeux fermés un livre de la collection Nelson. »

### Pendant la Seconde Guerre mondiale
Pendant la Seconde Guerre mondiale, le résistant français Georges Loustaunau-Lacau, chef du réseau Alliance, imagine un nouveau système de codage pour communiquer avec les membres de son groupe en utilisant la collection Nelson. Chaque volume étant doté d'un indicatif, et chaque patrouille ayant son livre, le numéro clef est composé du numéro de page, du paragraphe et du nombre de mots choisis.

### Sources
- Pour l'historique, cet article s'inspire en partie de l'article (en) Thomas Nelson (publisher)